# وزارة الشؤون الخارجية والتجارة والتنمية (كندا)
الشؤون العالمية الكندية (الاسم القانوني: وزارة الشؤون الخارجية والتجارة والتنمية)، هي وزارة تابعة للحكومة الكندية. تتجسّد مهمّتها في إدارة العلاقات الدبلوماسية والقنصلية الكندية، وتعزيز التجارة الدولية في البلاد، وإدارة شؤون التنمية الدولية والمساعدات الإنسانية في كندا. تتولّى هذه الوزارة مسؤولية الحفاظ على مكاتب الحكومة الكندية الخارجية، إذ تتمتّع بمركز دبلوماسي وقنصلي نيابةً عن جميع الوزارات الحكومية.
خضعت الوزارة للعديد من التغييرات الاسمية وعمليات إعادة الهيكلة في السنوات الأخيرة. عُرفت الوزارة خلال العقد الماضي باسم وزارة الشؤون الخارجية والتجارة والتنمية الكندية، وباسم وزارة الشؤون الخارجية والتجارة الدولية الكندية.

## تاريخها
تأسّست وزارة الشؤون العالمية الكندية بصفتها وزارة الشؤون الأجنبية بتاريخ 1 حزيران من عام 1909. إذ تعمّدت دول الدومينيون التابعة لدول الكومنولث مثل كندا تجنّب استخدام كلمة خارجية، وذلك نظرًا لتأسيس الوزارة في ظل سيطرة المملكة المتّحدة على السياسة الخارجية الكندية. اكتسبت كندا المزيد من السيطرة تدريجيًا على علاقاتها الخارجية أثناء اندلاع الحرب العالمية الأولى وبعدها، إذ حصلت على استقلالها التام فيما يخصّ هذا المجال بموجب تشريع وستمنستر لعام 1931. احتُفظ باسم «الشؤون الأجنبية» لأسباب تاريخية.
أُنشئت وزارة التجارة والتبادل التجاري -التي تضمّنت خدمة التمثيل التجاري- في عام 1892، إذ دُمجت مع وزارة الصناعة في عام 1969 لتصبح وزارة الصناعة والتجارة والتبادل التجاري (أي. تي. سي.). حافظت وزارة الشؤون الأجنبية ووزارة الصناعة والتجارة والتبادل التجاري على شبكة المكاتب الخارجية التي تربطها درجات متفاوتة من التنسيق فيما بينها. امتلكت وزارة الجنسية والهجرة الكندية مكاتبًا خارجيةً، إذ يعود تاريخ البعض منها إلى أيام الكونفدرالية.

### إعادة الهيكلة
بُذلت جهود متنامية بغرض ضمان التنسيق بين جميع المكاتب الحكومية الكندية المتمركزة خارج الأراضي الكندية في سبعينيات وأوائل ثمانينيات القرن الماضي، وذلك بهدف تعزيز دور رؤساء المراكز القيادية وصلاحياتهم (السفراء والمفوضين الساميين والقناصل العامين) المتعلّقة بجميع موظفي الحكومة الكندية ضمن إطار تفويضهم. أفضى ذلك إلى قرار رئيس الوزراء الكندي جو كلارك لعام 1979 الذي نصّ على توحيد مختلف تيارات الخدمة الخارجية الكندية، بما في ذلك التيار «السياسي» (الدبلوماسي التقليدي) وخدمة التفويض التجاري وخدمة الهجرة الخارجية. أعقب ذلك قرار رئيس الوزراء الكندي بيير ترودو لعام 1982، الذي نصّ على دمج الشؤون الأجنبية والتجارة الدولية في وزارة واحدة تحت اسم وزارة الشؤون الأجنبية في بادئ الأمر، ثم سُمّيت باسم وزارة الشؤون الأجنبية والتجارة العالمية. تجلّى هذا التغيير في قانون وزارة الشؤون الأجنبية الجديد المعتمد في عام 1983. اعتُبر دمج عام 1982 جزءًا من عملية إعادة الهيكلة الحكومية الكبرى، التي عملت على دمج القطّاع الصناعي المتضمن في وزارة الصناعة والتجارة والتبادل التجاري مع وزارة التوسّع الاقتصادي الإقليمي.

### التعديل الشكلي
عُدّل اسم الوزارة ليصبح وزارة الشؤون الخارجية والتجارة الدولية في عام 1993، أي بعد حوالي 60 عامًا من تولّي كندا زمام السيطرة على سياستها الخارجية. تشمل مسؤوليات هذه الوزارة إدارة العلاقات الكندية مع دول الكومنولث، على الرغم من أن هذه الدول ليست أجنبية بالنسبة لبعضها البعض.
اكتسب الاسم طابعًا رسميًا بموجب قانون برلماني لعام 1995. أبقت وزارة الشؤون الخارجية والتجارة الدولية على امتلاكها لوزيرين اثنين؛ وزير الشؤون الخارجية الموكلة إليه المسؤولية الرئيسية للحقيبة الوزارية، ووزير التجارة الدولية. يندرج وزير التعاون الدولي تحت مظلّة وزارة الشؤون الخارجية والتجارة الدولية، إذ يتولّى مسؤوليات الوكالات مثل الوكالة الكندية للتنمية الدولية (سي. أي. دي. إيه.). تأسست الوكالة الكندية للتنمية الدولية رسميًا في عام 1968 على الرغم من وجود مكتب للمساعدات الأجنبية، الذي يُعتبر أحد أفرع وزارة الشؤون الأجنبية منذ عام 1960 بالاعتماد على الجذور التي تعود بالزمن إلى منظمة «خطة كولومبو» في أوائل خمسينيات القرن الماضي.

### التطوّرات الأخيرة
أُنشئت وزارتين مستقلّتين تحت اسم وزارة الشؤون الخارجية الكندية (إف. إيه. سي.) ووزارة التجارة الدولية الكندية (أي. تي. كندا) في شهر ديسمبر من عام 2003، وذلك بموجب فصل إداري لوزارة الشؤون الخارجية والتجارة الدولية. ومع ذلك، صدر تشريع هادف إلى إلغاء وزارة الشؤون الخارجية والتجارة الدولية بشكل رسمي وإلى توفير أساس قانوني لوزارتي الشؤون الخارجية والتجارة الدولية المستقلّتين في 15 فبراير من عام 2005، لكنّه فشل اجتياز التصويت الأول في مجلس العموم الكندي.
أُعيد دمج وزارتي الشؤون الخارجية الكندية والتجارة الدولية الكندية لتشكّلا الوزارة التي تُعرف باسم وزارة الشؤون الخارجية والتجارة الدولية الكندية، وذلك في أوائل عام 2006 تحت ظلّ الحكومة الجديدة بقيادة رئيس الوزراء ستيفن هاربر.
قُدّم قانون هادف إلى تنفيذ أحكام معيّنة ذات الصلة بالميزانية إلى البرلمان مع غيره من التدابير بتاريخ 21 آذار من عام 2013، إذ دُسّ هذا القانون بصفته مادةً من مشروع قانون الميزانية الشامل للحكومة المحافظة (سي-60). سعت هذه المادة إلى إدراج الوكالة الكندية للتنمية الدولية في ثنايا الوزارة، وبالتالي إنشاء وزارة الشؤون الخارجية والتجارة والتنمية (دي. إف. إيه. تي. دي.). حاز مشروع القانون هذا على الموافقة الملكية بتاريخ 26 يونيو من عام 2013. عدّلت الحكومة الليبرالية الجديدة بقيادة جاستن ترودو الاسم لمرّة أخرى بتاريخ 4 نوفمبر من عام 2015. أُبقي على اسم وزارة الشؤون الخارجية والتجارة والتنمية بصفته الاسم القانوني للوزارة، بينما غُيّرت التسمية العامة (اللقب المطبّق) بموجب برنامج الهوية الفيدرالية إلى وزارة الشؤون العالمية الكندية. على الرغم من التغيير الذي طرأ على اللقب المطبّق على الوزارة، يُطلق على الوزير الأول المكلّف لقب وزير الشؤون الخارجية وليس «وزير الشؤون العالمية» كما تلقّبه بعض وسائل الإعلام.

## المهام الوظيفية والهيكل
يتولّى إدارة وزارة الشؤون العالمية الكندية ثلاثة وزراء؛ وزير الشؤون الخارجية، ووزير التجارة الدولية، ووزير التنمية الدولية.
يتولّى وزير الشؤون الخارجية مسؤولية القضايا السياسية الخارجية، ويتحمّل المسؤولية الكلّية عن الوزارة بصفته الوزير الأول في الوزارة. تقع على عاتق وزير التجارة الدولية –كما هو واضح من الاسم- مسؤولية قضايا التجارة الدولية. أمّا وزير التنمية الدولية فهو مسؤول عن التنمية الدولية، والحد من الفقر، والمساعدات الإنسانية. يشغل فرانسوا فيليب شامبين منصب وزير الشؤون الخارجية حاليًا، بينما تشغل كارينا جولد منصب وزير التنمية الدولية، أما ماري نغ فتشغل منصب وزير الأعمال التجارية الصغيرة وترويج الصادرات الدولية.
تندرج ثلاثة مؤسسات ملكية في إطار الحقائب الوزارية هذه: مركز بحوث التنمية الدولية (أي. دي. آر. سي.) المكلّف به وزير الشؤون الخارجية، ووكالة تنمية الصادرات الكندية (إي. دي. سي.) والمؤسسة التجارية الكندية (سي. سي. سي.) المكلّف بهما وزير التجارة الدولية.
تتّخذ وزارة الشؤون العالمية الكندي مقرّها في مبنى ليستر بي. بيرسون المتمركز في طريق 125 ساسكس على ضفاف نهر ريديو في مدينة أوتاوا، لكنّها تدير أعمالها من العديد من العقارات في منطقة العاصمة الوطنية الكندية.

## الهيكل الوزاري الحالي
- وزير الشؤون الخارجية.
- نائب وزير الشؤون الخارجية.
- معاون نائب وزير الشؤون الخارجية.
- أمريكا الشمالية.
- أمريكا اللاتينية ومنطقة البحر الكاريبي.
- أوروبا والشرق الأوسط والمغرب.
- آسيا وأفريقيا.
- وزير التجارة العالمية.
- نائب وزير التجارة العالمية.
- خدمة التفويض التجاري.
- وكالة تنمية الصادرات الكندية.
- المؤسسة التجارية الكندية.
- وزير التنمية الدولية.
- نائب وزير التنمية الدولية.
- المعاون الأول لنائب وزير التنمية الدولية.
- مركز بحوث التنمية الدولية.
- التخطيط الاستراتيجي ووضع السياسات.
- فرع إدارة القنصلية والأمن والطوارئ.
- المسائل العالمية.
- الأمن الدولي.
- تنمية الأعمال الدولية والاستثمار والابتكار.
- السياسات والمفاوضات التجارية.
- المحفل الدولي.
- المستشار القانوني.
- الموارد البشرية.
- الشؤون المالية وعمليات المؤسسات.